# Erbergi
Erbergi, plemiška rodbina na Kranjskem, ki je bila leta 1688 povzdignjena v baronski stan. Njeni člani so bili pomembni deželni in državni uradniki, eminentni pravniki, profesorji, ali pa so opravljali visoke cerkvene službe. Bili so meceni kulture in umetnosti. Njihov dvorec s parkom v Dolu pri Ljubljani je postal shajališče ljubljanskih plemičev in meščanov. V njem so zbrali bogato zbirko umetnostnih in naravoslovnih dragocenosti, veliko in raznoliko knjižnico ter arhiv. Po moški liniji so izumrli leta 1847. 

## Korenine imajo na Kočevskem
Družina izhaja s Kočevskega, kamor so v prvih desetletjih 14. stoletja Ortenburžani v sklopu kolonizacije območja pripeljali frankovske in turinške kmete. V Kočevju so se kot izobraženci uveljavili pod imenom Erber in zasedali visoke položaje kot so cesarski uradniki, župani in župniki. Adam Erber se npr. leta 1578 omenja kot cesarski carinski uradnik. Pavel Erber je leta 1605 umrl kot župnik in dekan v Judenburgu. Adamov sin Lenart, kočevski mestni sodnik, je leta 1668 prejel naziv viteza, spremenil priimek v Erberg in velja za začetnika plemiške rodbine Erbergov.

## Baroni na Kranjskem
Lenartov sin Janez Danijel je leta 1688 v okolici Ljubljane kupil gospostvi Dol in Ostri vrh (Sostro) z dvorcem v Dolu, ki ga je takoj začel preurejati v svojo rezidenco. Dvorec so dograjevali in posodabljali njegovi nasledniki, tako da je skupaj s parkom postal eno od kulturnih središč ljubljanskega plemstva in meščanstva. Erbergi so imeli posesti tudi drugod po Kranjskem, v Ložu, Smledniku, Tržiču, Stari Loki, Ljubljani in drugod.
Kot predstavniki novega plemstva, ki je zapolnilo praznino po odhodu protestantskih rodbin , so bili Erbergi zelo aktivni, tako v državnih kot v cerkvenih krogih. Bili so visoko izobraženi. Že kmalu so se sorodstveno povezali z znanimi in starimi kranjskimi plemiškimi rodbinami, tudi grofovskimi, Apfaltrerji, Attemsi, Gallensteini in Hohenwarti. Bili so člani Dizmove bratovščine in njegovi soustanovitelji, ravno tako so bili med ustanovitelji Akademije operozov, bili so tudi člani Kmetijske družbe na Kranjskem. Za usluge v upravnih in sodnih službah je cesar Leopold I. leta 1714 Lenartova sinova, brata Janeza Danijela in Janeza Adama, in njune naslednike povzdignil v baronski stan, postali so baroni Erberg, plemeniti Dolski in Ostovrški (Freiherrn Erberg zu Lusttal und Osterberg). 
Erbergi so bili tesno povezani z jezuiti, ki so leta 1597 v Ljubljani ustanovili kolegij, ki je pomenil začetek visokega šolstva na Slovenskem. Erbegi so ustanovo finančno podpirali, njihovi otroci so se v njej šolali, nekateri so tam kasneje tudi poučevali kot profesorji, vodili tamkajšnjo knjižnico. Franc Anton Erberg, jezuit, je bil rektor kolegija. Iz rodbine Erbergov sta izšla tudi dva misijonarja: Inocenc Wolfgang je bil misijonar v Paragvaju in predstojnik misijonov ob reki Uragvaj, njegov nečak, sin sestre Suzane, sloviti Avguštin Hallerstein, pa misijonar na Kitajskem; bil je astronom, matematik, izpopolnil kitajski koledar, cesar Čian Long (Qiánlóng) ga je za njegove zasluge povzdignil v mandarina.
Erbergi so pozorno spremljali napredek na znanstvenem, umetnostnem in kulturnem področju. Kupovali so knjige, zbirali starine, in sledili modnim spremembam v arhitekturi. Tako je vnuk Janeza Danijela, baron Volbenk Danijel, najel arhitekta Matijo Perskega, da je okrog leta 1753 predelal tedaj še renesančni dvorec v Dolu v povsem baročno podobo, stilno pa je dal urediti tudi grajski park. Bil je mecen baročnega slikarja Fortunata Berganta; znani so portreti barona, njegove žene in matere (danes v Narodni galeriji v Ljubljani). Knjižnico je obogatil z objavami najpomembnejših naravoslovnih odkritij, fizikov Franklina, Newtona, Pascala, Musschenbroeka. Pri papežu je celo zaprosil za dovoljenje, da bi lahko bral s strani Vatikana prepovedane knjige.
Po odličnem znanju in izbranem okusu pa se je odlikoval zlasti Volbenkov sin baron Jožef Kalasanc, ki je bil v stiku z tedanjimi vodilnimi kranjskimi izobraženci, Breckerfeldom, Kopitarjem, Linhartom, Zoisom, Suppantschichem, naravoslovcem Freyerjem, slikarjem Janezom Potočnikom in drugimi. Avstrijski cesar Franc I. ga je leta 1808 poklical na Dunaj, da skupaj z ženo Jožefo Katarino iz rodu grofov Attemsov vzgajata njegove otroke. Ko se je baron leta 1815 vrnil domov v Dol, se je povsem posvetil urejanju svojih obsežnih zbirk umetnostnih predmetov (slike, grafike, kipi) in arhivskega gradiva (listine, dokumenti), povezanega s preteklostjo Kranjske ter seveda knjižnice. Sprva je zbirke hranil v sobanah dvorca. Ko pa so postale preobsežne, je dal zanje v grajskem parku postaviti dva klasicistično oblikovana paviljona, V enem je bila knjižnica, v drugem pa je hranil preostale zbirke. Na novo pa je dal urediti tudi park v pravi botanični vrt z več kot 7.000 rastlinami, med katerimi so bili številni eksoti. V času kongresa svete alianse v Ljubljani, leta 1821, sta dvorec obiskala cesar Franc I. in njegova žena Karolina, omenja pa ga tudi Ivan Tavčar v romanu Izza kongresa.
Sin Jožefa Kalasanca, baron Jožef Ferdinand ni imel otrok. Z njim je rodbina leta 1847 po moški liniji izumrla. Zadnja članica družine je bila njegova sestra Antonija Katarina († 1882), ki se je poročila v družino svoje matere, grofovsko rodbino Attems. Tako so Attemsi podedovali dvorec in zbirke v njej.

## Privatni muzej, knjižnica in arhiv
Ob koncu življenja barona Jožefa Kalasanca je bil dvorec Dol pravi zasebni muzej umetniških, naravoslovnih, etnografskih in tehnoloških predmetov in je imel izredno bogato in raznoliko knjižnico in arhiv. Umetniška zbirka je vsebovala dela Kranjcev ali takih, ki so na Kranjskem ustvarjali: slike Almanacha, Fortunata Berganta, Herrleina, Valentina Metzingerja, Potočnika, Quaglijeve freske in kipi npr. Francesca Robbe. V zbirki pa so bila tudi dela nekaterih res slovitih tujih mojstrov: Dürerja, Tiziana, Renija, Rubensa, Donnerja. Klasanc pa je umetnostni zbirki dodal še naravoslovno. K temu sta ga spodbujala svak, kranjski naravoslovec Franc Jožef Hanibal Hohenwart in kustos kranjskega deželnega muzeja, botanik, zoolog in paleontolog Henrik Freyer. Nekaj zbirk mu je poklonil Žiga Zois (numizmatično, ornitološko, zbirko mineralov, grbov, portretov). Kalasanc je tako ustvaril pravi privatni muzej. Poleg tega je zbirka vsebovala še herbarije, orožje, nagačene živali, staro pohištvo, bakroreze.
Dolska knjižnica je bila tematsko zelo raznolika, štela nad 7000 zvezkov. Že prvi lastnik, baron Janez Danijel, je zbral 650 knjig. Prav tako je bil vnet zbiratelj njegov brat, baron Janez Adam. Vnuk, baron Volbenk Danijel, je knjižnico tematsko razširil z znanstvenimi deli. Zbirko je dopolnil njegov sin baron Jožef Klasanc s knjigami in dokumenti povezanimi s Kranjsko. Svojo bogato zbirko je baronu prepustil leksikograf in topograf Franc Anton Breckerfeld; obsegala je leksikološko in genealoško gradivo ter gradivo za topografijo Kranjske za dodatek k Slavi Vojvodine kranjske. Knjižnica je vsebovala dragocenosti kot so glagolski rokopisi iz 14. stoletja, molitvenik iz 14. stoletja, Albertus Magnus iz leta 1467, inkunabule, tiski slovenskih protestantik (vključno z Dalmatinovo Biblijo in Trubarjevo Postilo), redki starejši kranjski rokopisi in tiski, dela Janeza Ludvika Schönlebna in Janeza-Gotharda Lukančiča, Spominska knjiga ljubljanske plemiške družbe sv. Dizma, rokopisi ljubljanskega jezuitskega kolegija, Vodnikove Lublanske novice. 
Osnovo za arhiv so predstavljale listine in drugo arhivsko gradivo, ki se je nanašalo na gospostvi Dol in Ostri vrh in so ga Erbergi prevzeli ob nakupu od prejšnjih lastnikov. Načrtno ga je začel urejati že baron Janez Danijel, ki ga je razvrstil in oštevilčil. K temu so se pridružila pisma, rodovniki kranjskih plemiških rodbin, dokumenti, ki se nanašajo na cerkev, organizacijo šol, deželno upravo, sodišča itd. Baronu Klasancu so svoje družinske arhive zaupale tudi druge plemiške rodbine, s katerimi so bili Erbergi tudi v sorodstvu: Gallenbergi, Neuhausi, Raigersfeldi.
V času, ko je bil Dol v lasti grofov Attemsov, sta prišla dolski arhiv in knjižnica polagoma v znanstveno evidenco. Vanj so dobili vpogled razni interesenti, kakor npr. Bleiweis. Po zaslugi grofa Žige Attemsa in staroste slovenskega muzealstva Karla Dežmana je prišel leta 1880 večji del knjižnice in arhiva za ceno 1.000 goldinarjev v last deželnega muzeja; knjige se danes nahajajo v knjižnici Narodnega muzeja v Ljubljani, arhiv pa v Arhivu Slovenije. Umetniška dela so Atemsi ob prodaji dolskega dvorca deloma prodali, deloma pa so jih prenesli v svojo rezidenco v Podgori pri Gorici, kjer pa so bila, skupaj s palačo, med drugo svetovno vojno popolnoma uničena.

## Rodbinsko drevo Erbergov[10]
|                                                                                |                                                                                |                                                                                |                                                                                |                                                                                |                                                                                |  |  | Janez Erber | | | | | |  |  |                                                                                 |                                                                                 |                                                                                 |                                                                                 |                                                                                 |                                                                                 |  |  |                                      |                                      |                                      |                                      |                                      |                                      |  |  | | | | | | |                                        |                                        |                                        |                                        | | | | | | |                               |                               |  |  |  |  |  |  |  |  |  |  |  |  |  |  |  |  |  |  |  |  |  |  |  |  |  |  |  |  |  |  |  |  |  |  |  |  |
|                                                                                |                                                                                |                                                                                |                                                                                |                                                                                |                                                                                |  |  | | | | | | |  |  |                                                                                 |                                                                                 |                                                                                 |                                                                                 |                                                                                 |                                                                                 |  |  |                                      |                                      |                                      |                                      |                                      |                                      |  |  | | | | | | |                                        |                                        |                                        |                                        | | | | | | |                               |                               |  |  |  |  |  |  |  |  |  |  |  |  |  |  |  |  |  |  |  |  |  |  |  |  |  |  |  |  |  |  |  |  |  |  |  |  |
|                                                                                |                                                                                |                                                                                |                                                                                |                                                                                |                                                                                |  |  | | | | | | |  |  |                                                                                 |                                                                                 |                                                                                 |                                                                                 |                                                                                 |                                                                                 |  |  |                                      |                                      |                                      |                                      |                                      |                                      |  |  | | | | | | |                                        |                                        |                                        |                                        | | | | | | |                               |                               |  |  |  |  |  |  |  |  |  |  |  |  |  |  |  |  |  |  |  |  |  |  |  |  |  |  |  |  |  |  |  |  |  |  |  |  |
|                                                                                |                                                                                |                                                                                |                                                                                |                                                                                |                                                                                |  |  | Adam Erber († 1626). Žena Ivana Hofstetter | Adam Erber († 1626). Žena Ivana Hofstetter | Adam Erber († 1626). Žena Ivana Hofstetter | Adam Erber († 1626). Žena Ivana Hofstetter | Adam Erber († 1626). Žena Ivana Hofstetter | Adam Erber († 1626). Žena Ivana Hofstetter |  |  | Janez Albert († 1639), duhovnik                                                 | Janez Albert († 1639), duhovnik                                                 | Janez Albert († 1639), duhovnik                                                 | Janez Albert († 1639), duhovnik                                                 | Janez Albert († 1639), duhovnik                                                 | Janez Albert († 1639), duhovnik                                                 |  |  |                                      |                                      |                                      |                                      |                                      |                                      |  |  | | | | | | |                                        |                                        |                                        |                                        | | | | | | |                               |                               |  |  |  |  |  |  |  |  |  |  |  |  |  |  |  |  |  |  |  |  |  |  |  |  |  |  |  |  |  |  |  |  |  |  |  |  |
|                                                                                |                                                                                |                                                                                |                                                                                |                                                                                |                                                                                |  |  | Adam Erber († 1626). Žena Ivana Hofstetter | Adam Erber († 1626). Žena Ivana Hofstetter | Adam Erber († 1626). Žena Ivana Hofstetter | Adam Erber († 1626). Žena Ivana Hofstetter | Adam Erber († 1626). Žena Ivana Hofstetter | Adam Erber († 1626). Žena Ivana Hofstetter |  |  | Janez Albert († 1639), duhovnik                                                 | Janez Albert († 1639), duhovnik                                                 | Janez Albert († 1639), duhovnik                                                 | Janez Albert († 1639), duhovnik                                                 | Janez Albert († 1639), duhovnik                                                 | Janez Albert († 1639), duhovnik                                                 |  |  |                                      |                                      |                                      |                                      |                                      |                                      |  |  | | | | | | |                                        |                                        |                                        |                                        | | | | | | |                               |                               |  |  |  |  |  |  |  |  |  |  |  |  |  |  |  |  |  |  |  |  |  |  |  |  |  |  |  |  |  |  |  |  |  |  |  |  |
|                                                                                |                                                                                |                                                                                |                                                                                |                                                                                |                                                                                |  |  | | | | | | |  |  |                                                                                 |                                                                                 |                                                                                 |                                                                                 |                                                                                 |                                                                                 |  |  |                                      |                                      |                                      |                                      |                                      |                                      |  |  | | | | | | |                                        |                                        |                                        |                                        | | | | | | |                               |                               |  |  |  |  |  |  |  |  |  |  |  |  |  |  |  |  |  |  |  |  |  |  |  |  |  |  |  |  |  |  |  |  |  |  |  |  |
|                                                                                |                                                                                |                                                                                |                                                                                |                                                                                |                                                                                |  |  | Lenart Erberg (1606–1691). Ženi: 1. Rozina Kosler Elizabeta Peer, plemenita Peernburg (†1683)                                                     | Lenart Erberg (1606–1691). Ženi: 1. Rozina Kosler Elizabeta Peer, plemenita Peernburg (†1683)                                                     | Lenart Erberg (1606–1691). Ženi: 1. Rozina Kosler Elizabeta Peer, plemenita Peernburg (†1683)                                                     | Lenart Erberg (1606–1691). Ženi: 1. Rozina Kosler Elizabeta Peer, plemenita Peernburg (†1683)                                                     | Lenart Erberg (1606–1691). Ženi: 1. Rozina Kosler Elizabeta Peer, plemenita Peernburg (†1683)                                                     | Lenart Erberg (1606–1691). Ženi: 1. Rozina Kosler Elizabeta Peer, plemenita Peernburg (†1683)                                                     |  |  | Janez Adam (1609–1681), duhovnik                                                | Janez Adam (1609–1681), duhovnik                                                | Janez Adam (1609–1681), duhovnik                                                | Janez Adam (1609–1681), duhovnik                                                | Janez Adam (1609–1681), duhovnik                                                | Janez Adam (1609–1681), duhovnik                                                |  |  |                                      |                                      |                                      |                                      |                                      |                                      |  |  | | | | | | |                                        |                                        |                                        |                                        | | | | | | |                               |                               |  |  |  |  |  |  |  |  |  |  |  |  |  |  |  |  |  |  |  |  |  |  |  |  |  |  |  |  |  |  |  |  |  |  |  |  |
|                                                                                |                                                                                |                                                                                |                                                                                |                                                                                |                                                                                |  |  | Lenart Erberg (1606–1691). Ženi: 1. Rozina Kosler Elizabeta Peer, plemenita Peernburg (†1683)                                                     | Lenart Erberg (1606–1691). Ženi: 1. Rozina Kosler Elizabeta Peer, plemenita Peernburg (†1683)                                                     | Lenart Erberg (1606–1691). Ženi: 1. Rozina Kosler Elizabeta Peer, plemenita Peernburg (†1683)                                                     | Lenart Erberg (1606–1691). Ženi: 1. Rozina Kosler Elizabeta Peer, plemenita Peernburg (†1683)                                                     | Lenart Erberg (1606–1691). Ženi: 1. Rozina Kosler Elizabeta Peer, plemenita Peernburg (†1683)                                                     | Lenart Erberg (1606–1691). Ženi: 1. Rozina Kosler Elizabeta Peer, plemenita Peernburg (†1683)                                                     |  |  | Janez Adam (1609–1681), duhovnik                                                | Janez Adam (1609–1681), duhovnik                                                | Janez Adam (1609–1681), duhovnik                                                | Janez Adam (1609–1681), duhovnik                                                | Janez Adam (1609–1681), duhovnik                                                | Janez Adam (1609–1681), duhovnik                                                |  |  |                                      |                                      |                                      |                                      |                                      |                                      |  |  | | | | | | |                                        |                                        |                                        |                                        | | | | | | |                               |                               |  |  |  |  |  |  |  |  |  |  |  |  |  |  |  |  |  |  |  |  |  |  |  |  |  |  |  |  |  |  |  |  |  |  |  |  |
|                                                                                |                                                                                |                                                                                |                                                                                |                                                                                |                                                                                |  |  | | | | | | |  |  |                                                                                 |                                                                                 |                                                                                 |                                                                                 |                                                                                 |                                                                                 |  |  |                                      |                                      |                                      |                                      |                                      |                                      |  |  | | | | | | |                                        |                                        |                                        |                                        | | | | | | |                               |                               |  |  |  |  |  |  |  |  |  |  |  |  |  |  |  |  |  |  |  |  |  |  |  |  |  |  |  |  |  |  |  |  |  |  |  |  |
| (1.) Franc Jakob (1630–1690). Žena Ana Marija Rattmannsperg                    | (1.) Franc Jakob (1630–1690). Žena Ana Marija Rattmannsperg                    | (1.) Franc Jakob (1630–1690). Žena Ana Marija Rattmannsperg                    | (1.) Franc Jakob (1630–1690). Žena Ana Marija Rattmannsperg                    | (1.) Franc Jakob (1630–1690). Žena Ana Marija Rattmannsperg                    | (1.) Franc Jakob (1630–1690). Žena Ana Marija Rattmannsperg                    |  |  | (2.) Janez Danijel (1647–1716). Ženi: 1. Suzana Margareta Dinzl, plemenita Angerburg (1661–1699) 2. Marija Ana Apfaltern, vdova Rasp (~1667–1728) | (2.) Janez Danijel (1647–1716). Ženi: 1. Suzana Margareta Dinzl, plemenita Angerburg (1661–1699) 2. Marija Ana Apfaltern, vdova Rasp (~1667–1728) | (2.) Janez Danijel (1647–1716). Ženi: 1. Suzana Margareta Dinzl, plemenita Angerburg (1661–1699) 2. Marija Ana Apfaltern, vdova Rasp (~1667–1728) | (2.) Janez Danijel (1647–1716). Ženi: 1. Suzana Margareta Dinzl, plemenita Angerburg (1661–1699) 2. Marija Ana Apfaltern, vdova Rasp (~1667–1728) | (2.) Janez Danijel (1647–1716). Ženi: 1. Suzana Margareta Dinzl, plemenita Angerburg (1661–1699) 2. Marija Ana Apfaltern, vdova Rasp (~1667–1728) | (2.) Janez Danijel (1647–1716). Ženi: 1. Suzana Margareta Dinzl, plemenita Angerburg (1661–1699) 2. Marija Ana Apfaltern, vdova Rasp (~1667–1728) |  |  | Janez Matija (1657–?)                                                           | Janez Matija (1657–?)                                                           | Janez Matija (1657–?)                                                           | Janez Matija (1657–?)                                                           | Janez Matija (1657–?)                                                           | Janez Matija (1657–?)                                                           |  |  | Jurij (1660–1715) jezuit             | Jurij (1660–1715) jezuit             | Jurij (1660–1715) jezuit             | Jurij (1660–1715) jezuit             | Jurij (1660–1715) jezuit             | Jurij (1660–1715) jezuit             |  |  | Janez Adam (~1668–1721). Ženi: 1. Ana Uršula, plemenita Petteneg (~1676–1714) 2. Jožefa Leopoldina, baronica Apfaltern (~1691–1764) | Janez Adam (~1668–1721). Ženi: 1. Ana Uršula, plemenita Petteneg (~1676–1714) 2. Jožefa Leopoldina, baronica Apfaltern (~1691–1764) | Janez Adam (~1668–1721). Ženi: 1. Ana Uršula, plemenita Petteneg (~1676–1714) 2. Jožefa Leopoldina, baronica Apfaltern (~1691–1764) | Janez Adam (~1668–1721). Ženi: 1. Ana Uršula, plemenita Petteneg (~1676–1714) 2. Jožefa Leopoldina, baronica Apfaltern (~1691–1764) | Janez Adam (~1668–1721). Ženi: 1. Ana Uršula, plemenita Petteneg (~1676–1714) 2. Jožefa Leopoldina, baronica Apfaltern (~1691–1764) | Janez Adam (~1668–1721). Ženi: 1. Ana Uršula, plemenita Petteneg (~1676–1714) 2. Jožefa Leopoldina, baronica Apfaltern (~1691–1764) |                                        |                                        |                                        |                                        | | | | | | |                               |                               |  |  |  |  |  |  |  |  |  |  |  |  |  |  |  |  |  |  |  |  |  |  |  |  |  |  |  |  |  |  |  |  |  |  |  |  |
| (1.) Franc Jakob (1630–1690). Žena Ana Marija Rattmannsperg                    | (1.) Franc Jakob (1630–1690). Žena Ana Marija Rattmannsperg                    | (1.) Franc Jakob (1630–1690). Žena Ana Marija Rattmannsperg                    | (1.) Franc Jakob (1630–1690). Žena Ana Marija Rattmannsperg                    | (1.) Franc Jakob (1630–1690). Žena Ana Marija Rattmannsperg                    | (1.) Franc Jakob (1630–1690). Žena Ana Marija Rattmannsperg                    |  |  | (2.) Janez Danijel (1647–1716). Ženi: 1. Suzana Margareta Dinzl, plemenita Angerburg (1661–1699) 2. Marija Ana Apfaltern, vdova Rasp (~1667–1728) | (2.) Janez Danijel (1647–1716). Ženi: 1. Suzana Margareta Dinzl, plemenita Angerburg (1661–1699) 2. Marija Ana Apfaltern, vdova Rasp (~1667–1728) | (2.) Janez Danijel (1647–1716). Ženi: 1. Suzana Margareta Dinzl, plemenita Angerburg (1661–1699) 2. Marija Ana Apfaltern, vdova Rasp (~1667–1728) | (2.) Janez Danijel (1647–1716). Ženi: 1. Suzana Margareta Dinzl, plemenita Angerburg (1661–1699) 2. Marija Ana Apfaltern, vdova Rasp (~1667–1728) | (2.) Janez Danijel (1647–1716). Ženi: 1. Suzana Margareta Dinzl, plemenita Angerburg (1661–1699) 2. Marija Ana Apfaltern, vdova Rasp (~1667–1728) | (2.) Janez Danijel (1647–1716). Ženi: 1. Suzana Margareta Dinzl, plemenita Angerburg (1661–1699) 2. Marija Ana Apfaltern, vdova Rasp (~1667–1728) |  |  | Janez Matija (1657–?)                                                           | Janez Matija (1657–?)                                                           | Janez Matija (1657–?)                                                           | Janez Matija (1657–?)                                                           | Janez Matija (1657–?)                                                           | Janez Matija (1657–?)                                                           |  |  | Jurij (1660–1715) jezuit             | Jurij (1660–1715) jezuit             | Jurij (1660–1715) jezuit             | Jurij (1660–1715) jezuit             | Jurij (1660–1715) jezuit             | Jurij (1660–1715) jezuit             |  |  | Janez Adam (~1668–1721). Ženi: 1. Ana Uršula, plemenita Petteneg (~1676–1714) 2. Jožefa Leopoldina, baronica Apfaltern (~1691–1764) | Janez Adam (~1668–1721). Ženi: 1. Ana Uršula, plemenita Petteneg (~1676–1714) 2. Jožefa Leopoldina, baronica Apfaltern (~1691–1764) | Janez Adam (~1668–1721). Ženi: 1. Ana Uršula, plemenita Petteneg (~1676–1714) 2. Jožefa Leopoldina, baronica Apfaltern (~1691–1764) | Janez Adam (~1668–1721). Ženi: 1. Ana Uršula, plemenita Petteneg (~1676–1714) 2. Jožefa Leopoldina, baronica Apfaltern (~1691–1764) | Janez Adam (~1668–1721). Ženi: 1. Ana Uršula, plemenita Petteneg (~1676–1714) 2. Jožefa Leopoldina, baronica Apfaltern (~1691–1764) | Janez Adam (~1668–1721). Ženi: 1. Ana Uršula, plemenita Petteneg (~1676–1714) 2. Jožefa Leopoldina, baronica Apfaltern (~1691–1764) |                                        |                                        |                                        |                                        | | | | | | |                               |                               |  |  |  |  |  |  |  |  |  |  |  |  |  |  |  |  |  |  |  |  |  |  |  |  |  |  |  |  |  |  |  |  |  |  |  |  |
|                                                                                |                                                                                |                                                                                |                                                                                |                                                                                |                                                                                |  |  | | | | | | |  |  |                                                                                 |                                                                                 |                                                                                 |                                                                                 |                                                                                 |                                                                                 |  |  |                                      |                                      |                                      |                                      |                                      |                                      |  |  | | | | | | |                                        |                                        |                                        |                                        | | | | | | |                               |                               |  |  |  |  |  |  |  |  |  |  |  |  |  |  |  |  |  |  |  |  |  |  |  |  |  |  |  |  |  |  |  |  |  |  |  |  |
| Franc Jožef (1662–?)                                                           | Franc Jožef (1662–?)                                                           | Franc Jožef (1662–?)                                                           | Franc Jožef (1662–?)                                                           | Franc Jožef (1662–?)                                                           | Franc Jožef (1662–?)                                                           |  |  | | | | | | |  |  | (1.) Volbenk Adam (1693–1754). Žena Marija Ana, grofica Engelshaus (~1700–1770) | (1.) Volbenk Adam (1693–1754). Žena Marija Ana, grofica Engelshaus (~1700–1770) | (1.) Volbenk Adam (1693–1754). Žena Marija Ana, grofica Engelshaus (~1700–1770) | (1.) Volbenk Adam (1693–1754). Žena Marija Ana, grofica Engelshaus (~1700–1770) | (1.) Volbenk Adam (1693–1754). Žena Marija Ana, grofica Engelshaus (~1700–1770) | (1.) Volbenk Adam (1693–1754). Žena Marija Ana, grofica Engelshaus (~1700–1770) |  |  | Anton Gothard (1700–1755)            | Anton Gothard (1700–1755)            | Anton Gothard (1700–1755)            | Anton Gothard (1700–1755)            | Anton Gothard (1700–1755)            | Anton Gothard (1700–1755)            |  |  | (2.) Bernard Ferdinand (1718–1773), jezuit                                                                                          | (2.) Bernard Ferdinand (1718–1773), jezuit                                                                                          | (2.) Bernard Ferdinand (1718–1773), jezuit                                                                                          | (2.) Bernard Ferdinand (1718–1773), jezuit                                                                                          | (2.) Bernard Ferdinand (1718–1773), jezuit                                                                                          | (2.) Bernard Ferdinand (1718–1773), jezuit                                                                                          |                                        |                                        |                                        |                                        | Maksimilijan Franc Gotfrid (1719–1760) Ženi: Marija Jožefa, plemenita Egger († 1756) 2. Marija Frančiška, baronica Dienersperg | Maksimilijan Franc Gotfrid (1719–1760) Ženi: Marija Jožefa, plemenita Egger († 1756) 2. Marija Frančiška, baronica Dienersperg | Maksimilijan Franc Gotfrid (1719–1760) Ženi: Marija Jožefa, plemenita Egger († 1756) 2. Marija Frančiška, baronica Dienersperg | Maksimilijan Franc Gotfrid (1719–1760) Ženi: Marija Jožefa, plemenita Egger († 1756) 2. Marija Frančiška, baronica Dienersperg | Maksimilijan Franc Gotfrid (1719–1760) Ženi: Marija Jožefa, plemenita Egger († 1756) 2. Marija Frančiška, baronica Dienersperg | Maksimilijan Franc Gotfrid (1719–1760) Ženi: Marija Jožefa, plemenita Egger († 1756) 2. Marija Frančiška, baronica Dienersperg |                               |                               |  |  |  |  |  |  |  |  |  |  |  |  |  |  |  |  |  |  |  |  |  |  |  |  |  |  |  |  |  |  |  |  |  |  |  |  |
| Franc Jožef (1662–?)                                                           | Franc Jožef (1662–?)                                                           | Franc Jožef (1662–?)                                                           | Franc Jožef (1662–?)                                                           | Franc Jožef (1662–?)                                                           | Franc Jožef (1662–?)                                                           |  |  | | | | | | |  |  | (1.) Volbenk Adam (1693–1754). Žena Marija Ana, grofica Engelshaus (~1700–1770) | (1.) Volbenk Adam (1693–1754). Žena Marija Ana, grofica Engelshaus (~1700–1770) | (1.) Volbenk Adam (1693–1754). Žena Marija Ana, grofica Engelshaus (~1700–1770) | (1.) Volbenk Adam (1693–1754). Žena Marija Ana, grofica Engelshaus (~1700–1770) | (1.) Volbenk Adam (1693–1754). Žena Marija Ana, grofica Engelshaus (~1700–1770) | (1.) Volbenk Adam (1693–1754). Žena Marija Ana, grofica Engelshaus (~1700–1770) |  |  | Anton Gothard (1700–1755)            | Anton Gothard (1700–1755)            | Anton Gothard (1700–1755)            | Anton Gothard (1700–1755)            | Anton Gothard (1700–1755)            | Anton Gothard (1700–1755)            |  |  | (2.) Bernard Ferdinand (1718–1773), jezuit                                                                                          | (2.) Bernard Ferdinand (1718–1773), jezuit                                                                                          | (2.) Bernard Ferdinand (1718–1773), jezuit                                                                                          | (2.) Bernard Ferdinand (1718–1773), jezuit                                                                                          | (2.) Bernard Ferdinand (1718–1773), jezuit                                                                                          | (2.) Bernard Ferdinand (1718–1773), jezuit                                                                                          |                                        |                                        |                                        |                                        | Maksimilijan Franc Gotfrid (1719–1760) Ženi: Marija Jožefa, plemenita Egger († 1756) 2. Marija Frančiška, baronica Dienersperg | Maksimilijan Franc Gotfrid (1719–1760) Ženi: Marija Jožefa, plemenita Egger († 1756) 2. Marija Frančiška, baronica Dienersperg | Maksimilijan Franc Gotfrid (1719–1760) Ženi: Marija Jožefa, plemenita Egger († 1756) 2. Marija Frančiška, baronica Dienersperg | Maksimilijan Franc Gotfrid (1719–1760) Ženi: Marija Jožefa, plemenita Egger († 1756) 2. Marija Frančiška, baronica Dienersperg | Maksimilijan Franc Gotfrid (1719–1760) Ženi: Marija Jožefa, plemenita Egger († 1756) 2. Marija Frančiška, baronica Dienersperg | Maksimilijan Franc Gotfrid (1719–1760) Ženi: Marija Jožefa, plemenita Egger († 1756) 2. Marija Frančiška, baronica Dienersperg |                               |                               |  |  |  |  |  |  |  |  |  |  |  |  |  |  |  |  |  |  |  |  |  |  |  |  |  |  |  |  |  |  |  |  |  |  |  |  |
|                                                                                |                                                                                |                                                                                |                                                                                |                                                                                |                                                                                |  |  | | | | | | |  |  |                                                                                 |                                                                                 |                                                                                 |                                                                                 |                                                                                 |                                                                                 |  |  |                                      |                                      |                                      |                                      |                                      |                                      |  |  | | | | | | |                                        |                                        |                                        |                                        | | | | | | |                               |                               |  |  |  |  |  |  |  |  |  |  |  |  |  |  |  |  |  |  |  |  |  |  |  |  |  |  |  |  |  |  |  |  |  |  |  |  |
| Franc Mihael (1679–1760). Žena Marija Renata, baronica Gallenstein (1684–1729) | Franc Mihael (1679–1760). Žena Marija Renata, baronica Gallenstein (1684–1729) | Franc Mihael (1679–1760). Žena Marija Renata, baronica Gallenstein (1684–1729) | Franc Mihael (1679–1760). Žena Marija Renata, baronica Gallenstein (1684–1729) | Franc Mihael (1679–1760). Žena Marija Renata, baronica Gallenstein (1684–1729) | Franc Mihael (1679–1760). Žena Marija Renata, baronica Gallenstein (1684–1729) |  |  | Jožef Rihard (1685–1706) | Jožef Rihard (1685–1706) | Jožef Rihard (1685–1706) | Jožef Rihard (1685–1706) | Jožef Rihard (1685–1706) | Jožef Rihard (1685–1706) |  |  | Janez Ernest (1692–1717), teolog                                                | Janez Ernest (1692–1717), teolog                                                | Janez Ernest (1692–1717), teolog                                                | Janez Ernest (1692–1717), teolog                                                | Janez Ernest (1692–1717), teolog                                                | Janez Ernest (1692–1717), teolog                                                |  |  | Inocenc Wolfgang (1694–1766), jezuit | Inocenc Wolfgang (1694–1766), jezuit | Inocenc Wolfgang (1694–1766), jezuit | Inocenc Wolfgang (1694–1766), jezuit | Inocenc Wolfgang (1694–1766), jezuit | Inocenc Wolfgang (1694–1766), jezuit |  |  | Franc Anton Erberg (1695–1746), jezuit                                                                                              | Franc Anton Erberg (1695–1746), jezuit                                                                                              | Franc Anton Erberg (1695–1746), jezuit                                                                                              | Franc Anton Erberg (1695–1746), jezuit                                                                                              | Franc Anton Erberg (1695–1746), jezuit                                                                                              | Franc Anton Erberg (1695–1746), jezuit                                                                                              |                                        |                                        | Janez Benjamin (1699–1759), pravnik    | Janez Benjamin (1699–1759), pravnik    | Janez Benjamin (1699–1759), pravnik                                                                                            | Janez Benjamin (1699–1759), pravnik                                                                                            | Janez Benjamin (1699–1759), pravnik                                                                                            | Janez Benjamin (1699–1759), pravnik                                                                                            | | |                               |                               |  |  |  |  |  |  |  |  |  |  |  |  |  |  |  |  |  |  |  |  |  |  |  |  |  |  |  |  |  |  |  |  |  |  |  |  |
| Franc Mihael (1679–1760). Žena Marija Renata, baronica Gallenstein (1684–1729) | Franc Mihael (1679–1760). Žena Marija Renata, baronica Gallenstein (1684–1729) | Franc Mihael (1679–1760). Žena Marija Renata, baronica Gallenstein (1684–1729) | Franc Mihael (1679–1760). Žena Marija Renata, baronica Gallenstein (1684–1729) | Franc Mihael (1679–1760). Žena Marija Renata, baronica Gallenstein (1684–1729) | Franc Mihael (1679–1760). Žena Marija Renata, baronica Gallenstein (1684–1729) |  |  | Jožef Rihard (1685–1706) | Jožef Rihard (1685–1706) | Jožef Rihard (1685–1706) | Jožef Rihard (1685–1706) | Jožef Rihard (1685–1706) | Jožef Rihard (1685–1706) |  |  | Janez Ernest (1692–1717), teolog                                                | Janez Ernest (1692–1717), teolog                                                | Janez Ernest (1692–1717), teolog                                                | Janez Ernest (1692–1717), teolog                                                | Janez Ernest (1692–1717), teolog                                                | Janez Ernest (1692–1717), teolog                                                |  |  | Inocenc Wolfgang (1694–1766), jezuit | Inocenc Wolfgang (1694–1766), jezuit | Inocenc Wolfgang (1694–1766), jezuit | Inocenc Wolfgang (1694–1766), jezuit | Inocenc Wolfgang (1694–1766), jezuit | Inocenc Wolfgang (1694–1766), jezuit |  |  | Franc Anton Erberg (1695–1746), jezuit                                                                                              | Franc Anton Erberg (1695–1746), jezuit                                                                                              | Franc Anton Erberg (1695–1746), jezuit                                                                                              | Franc Anton Erberg (1695–1746), jezuit                                                                                              | Franc Anton Erberg (1695–1746), jezuit                                                                                              | Franc Anton Erberg (1695–1746), jezuit                                                                                              |                                        |                                        | Janez Benjamin (1699–1759), pravnik    | Janez Benjamin (1699–1759), pravnik    | Janez Benjamin (1699–1759), pravnik                                                                                            | Janez Benjamin (1699–1759), pravnik                                                                                            | Janez Benjamin (1699–1759), pravnik                                                                                            | Janez Benjamin (1699–1759), pravnik                                                                                            | | |                               |                               |  |  |  |  |  |  |  |  |  |  |  |  |  |  |  |  |  |  |  |  |  |  |  |  |  |  |  |  |  |  |  |  |  |  |  |  |
|                                                                                |                                                                                |                                                                                |                                                                                |                                                                                |                                                                                |  |  | | | | | | |  |  |                                                                                 |                                                                                 |                                                                                 |                                                                                 |                                                                                 |                                                                                 |  |  |                                      |                                      |                                      |                                      |                                      |                                      |  |  | | | | | | |                                        |                                        |                                        |                                        | | | | | | |                               |                               |  |  |  |  |  |  |  |  |  |  |  |  |  |  |  |  |  |  |  |  |  |  |  |  |  |  |  |  |  |  |  |  |  |  |  |  |
| Janez Jožef (1712–1787, jezuit                                                 | Janez Jožef (1712–1787, jezuit                                                 | Janez Jožef (1712–1787, jezuit                                                 | Janez Jožef (1712–1787, jezuit                                                 | Janez Jožef (1712–1787, jezuit                                                 | Janez Jožef (1712–1787, jezuit                                                 |  |  | Volbenk Danijel (1713–1783). Žena Marija Ana, grofica Neuhaus (1744–1774)                                                                         | Volbenk Danijel (1713–1783). Žena Marija Ana, grofica Neuhaus (1744–1774)                                                                         | Volbenk Danijel (1713–1783). Žena Marija Ana, grofica Neuhaus (1744–1774)                                                                         | Volbenk Danijel (1713–1783). Žena Marija Ana, grofica Neuhaus (1744–1774)                                                                         | Volbenk Danijel (1713–1783). Žena Marija Ana, grofica Neuhaus (1744–1774)                                                                         | Volbenk Danijel (1713–1783). Žena Marija Ana, grofica Neuhaus (1744–1774)                                                                         |  |  | Ferdinand Benedikt Gabrijel (1722–1796),                                        | Ferdinand Benedikt Gabrijel (1722–1796),                                        | Ferdinand Benedikt Gabrijel (1722–1796),                                        | Ferdinand Benedikt Gabrijel (1722–1796),                                        | Ferdinand Benedikt Gabrijel (1722–1796),                                        | Ferdinand Benedikt Gabrijel (1722–1796),                                        |  |  |                                      |                                      |                                      |                                      |                                      |                                      |  |  | | | | | (1.) Karolina Marija Terezija († 1756)                                                                                              | (1.) Karolina Marija Terezija († 1756)                                                                                              | (1.) Karolina Marija Terezija († 1756) | (1.) Karolina Marija Terezija († 1756) | (1.) Karolina Marija Terezija († 1756) | (1.) Karolina Marija Terezija († 1756) | | | Maksimilijana Jožefa († 1756)                                                                                                  | Maksimilijana Jožefa († 1756)                                                                                                  | Maksimilijana Jožefa († 1756)                                                                                                  | Maksimilijana Jožefa († 1756)                                                                                                  | Maksimilijana Jožefa († 1756) | Maksimilijana Jožefa († 1756) |  |  |  |  |  |  |  |  |  |  |  |  |  |  |  |  |  |  |  |  |  |  |  |  |  |  |  |  |  |  |  |  |  |  |  |  |
| Janez Jožef (1712–1787, jezuit                                                 | Janez Jožef (1712–1787, jezuit                                                 | Janez Jožef (1712–1787, jezuit                                                 | Janez Jožef (1712–1787, jezuit                                                 | Janez Jožef (1712–1787, jezuit                                                 | Janez Jožef (1712–1787, jezuit                                                 |  |  | Volbenk Danijel (1713–1783). Žena Marija Ana, grofica Neuhaus (1744–1774)                                                                         | Volbenk Danijel (1713–1783). Žena Marija Ana, grofica Neuhaus (1744–1774)                                                                         | Volbenk Danijel (1713–1783). Žena Marija Ana, grofica Neuhaus (1744–1774)                                                                         | Volbenk Danijel (1713–1783). Žena Marija Ana, grofica Neuhaus (1744–1774)                                                                         | Volbenk Danijel (1713–1783). Žena Marija Ana, grofica Neuhaus (1744–1774)                                                                         | Volbenk Danijel (1713–1783). Žena Marija Ana, grofica Neuhaus (1744–1774)                                                                         |  |  | Ferdinand Benedikt Gabrijel (1722–1796),                                        | Ferdinand Benedikt Gabrijel (1722–1796),                                        | Ferdinand Benedikt Gabrijel (1722–1796),                                        | Ferdinand Benedikt Gabrijel (1722–1796),                                        | Ferdinand Benedikt Gabrijel (1722–1796),                                        | Ferdinand Benedikt Gabrijel (1722–1796),                                        |  |  |                                      |                                      |                                      |                                      |                                      |                                      |  |  | | | | | (1.) Karolina Marija Terezija († 1756)                                                                                              | (1.) Karolina Marija Terezija († 1756)                                                                                              | (1.) Karolina Marija Terezija († 1756) | (1.) Karolina Marija Terezija († 1756) | (1.) Karolina Marija Terezija († 1756) | (1.) Karolina Marija Terezija († 1756) | | | Maksimilijana Jožefa († 1756)                                                                                                  | Maksimilijana Jožefa († 1756)                                                                                                  | Maksimilijana Jožefa († 1756)                                                                                                  | Maksimilijana Jožefa († 1756)                                                                                                  | Maksimilijana Jožefa († 1756) | Maksimilijana Jožefa († 1756) |  |  |  |  |  |  |  |  |  |  |  |  |  |  |  |  |  |  |  |  |  |  |  |  |  |  |  |  |  |  |  |  |  |  |  |  |
|                                                                                |                                                                                |                                                                                |                                                                                |                                                                                |                                                                                |  |  | | | | | | |  |  |                                                                                 |                                                                                 |                                                                                 |                                                                                 |                                                                                 |                                                                                 |  |  |                                      |                                      |                                      |                                      |                                      |                                      |  |  | | | | | | |                                        |                                        |                                        |                                        | | | | | | |                               |                               |  |  |  |  |  |  |  |  |  |  |  |  |  |  |  |  |  |  |  |  |  |  |  |  |  |  |  |  |  |  |  |  |  |  |  |  |
| Margareta (1764–1851). Mož Franc, grof Hohenwart                               | Margareta (1764–1851). Mož Franc, grof Hohenwart                               | Margareta (1764–1851). Mož Franc, grof Hohenwart                               | Margareta (1764–1851). Mož Franc, grof Hohenwart                               | Margareta (1764–1851). Mož Franc, grof Hohenwart                               | Margareta (1764–1851). Mož Franc, grof Hohenwart                               |  |  | Jožef Kalasanc (1771–1843), pravnik, kulturni zgodovinar. Žena Jožefa Katarina, grofica Attems (1778–1847)                                        | Jožef Kalasanc (1771–1843), pravnik, kulturni zgodovinar. Žena Jožefa Katarina, grofica Attems (1778–1847)                                        | Jožef Kalasanc (1771–1843), pravnik, kulturni zgodovinar. Žena Jožefa Katarina, grofica Attems (1778–1847)                                        | Jožef Kalasanc (1771–1843), pravnik, kulturni zgodovinar. Žena Jožefa Katarina, grofica Attems (1778–1847)                                        | Jožef Kalasanc (1771–1843), pravnik, kulturni zgodovinar. Žena Jožefa Katarina, grofica Attems (1778–1847)                                        | Jožef Kalasanc (1771–1843), pravnik, kulturni zgodovinar. Žena Jožefa Katarina, grofica Attems (1778–1847)                                        |  |  | Primitiva (1774–?). Mož Jožef, baron Kaiserstein                                | Primitiva (1774–?). Mož Jožef, baron Kaiserstein                                | Primitiva (1774–?). Mož Jožef, baron Kaiserstein                                | Primitiva (1774–?). Mož Jožef, baron Kaiserstein                                | Primitiva (1774–?). Mož Jožef, baron Kaiserstein                                | Primitiva (1774–?). Mož Jožef, baron Kaiserstein                                |  |  |                                      |                                      |                                      |                                      |                                      |                                      |  |  | | | | | | |                                        |                                        |                                        |                                        | | | | | | |                               |                               |  |  |  |  |  |  |  |  |  |  |  |  |  |  |  |  |  |  |  |  |  |  |  |  |  |  |  |  |  |  |  |  |  |  |  |  |
| Margareta (1764–1851). Mož Franc, grof Hohenwart                               | Margareta (1764–1851). Mož Franc, grof Hohenwart                               | Margareta (1764–1851). Mož Franc, grof Hohenwart                               | Margareta (1764–1851). Mož Franc, grof Hohenwart                               | Margareta (1764–1851). Mož Franc, grof Hohenwart                               | Margareta (1764–1851). Mož Franc, grof Hohenwart                               |  |  | Jožef Kalasanc (1771–1843), pravnik, kulturni zgodovinar. Žena Jožefa Katarina, grofica Attems (1778–1847)                                        | Jožef Kalasanc (1771–1843), pravnik, kulturni zgodovinar. Žena Jožefa Katarina, grofica Attems (1778–1847)                                        | Jožef Kalasanc (1771–1843), pravnik, kulturni zgodovinar. Žena Jožefa Katarina, grofica Attems (1778–1847)                                        | Jožef Kalasanc (1771–1843), pravnik, kulturni zgodovinar. Žena Jožefa Katarina, grofica Attems (1778–1847)                                        | Jožef Kalasanc (1771–1843), pravnik, kulturni zgodovinar. Žena Jožefa Katarina, grofica Attems (1778–1847)                                        | Jožef Kalasanc (1771–1843), pravnik, kulturni zgodovinar. Žena Jožefa Katarina, grofica Attems (1778–1847)                                        |  |  | Primitiva (1774–?). Mož Jožef, baron Kaiserstein                                | Primitiva (1774–?). Mož Jožef, baron Kaiserstein                                | Primitiva (1774–?). Mož Jožef, baron Kaiserstein                                | Primitiva (1774–?). Mož Jožef, baron Kaiserstein                                | Primitiva (1774–?). Mož Jožef, baron Kaiserstein                                | Primitiva (1774–?). Mož Jožef, baron Kaiserstein                                |  |  |                                      |                                      |                                      |                                      |                                      |                                      |  |  | | | | | | |                                        |                                        |                                        |                                        | | | | | | |                               |                               |  |  |  |  |  |  |  |  |  |  |  |  |  |  |  |  |  |  |  |  |  |  |  |  |  |  |  |  |  |  |  |  |  |  |  |  |
|                                                                                |                                                                                |                                                                                |                                                                                |                                                                                |                                                                                |  |  | | | | | | |  |  |                                                                                 |                                                                                 |                                                                                 |                                                                                 |                                                                                 |                                                                                 |  |  |                                      |                                      |                                      |                                      |                                      |                                      |  |  | | | | | | |                                        |                                        |                                        |                                        | | | | | | |                               |                               |  |  |  |  |  |  |  |  |  |  |  |  |  |  |  |  |  |  |  |  |  |  |  |  |  |  |  |  |  |  |  |  |  |  |  |  |
| Jožef Ferdinand (1795–1847)                                                    | Jožef Ferdinand (1795–1847)                                                    | Jožef Ferdinand (1795–1847)                                                    | Jožef Ferdinand (1795–1847)                                                    | Jožef Ferdinand (1795–1847)                                                    | Jožef Ferdinand (1795–1847)                                                    |  |  | Marija Katarina Alojzija (1797–1853) | Marija Katarina Alojzija (1797–1853) | Marija Katarina Alojzija (1797–1853) | Marija Katarina Alojzija (1797–1853) | Marija Katarina Alojzija (1797–1853) | Marija Katarina Alojzija (1797–1853) |  |  | Karel (1798–1834)                                                               | Karel (1798–1834)                                                               | Karel (1798–1834)                                                               | Karel (1798–1834)                                                               | Karel (1798–1834)                                                               | Karel (1798–1834)                                                               |  |  | Elizabeta (1814–1835)                | Elizabeta (1814–1835)                | Elizabeta (1814–1835)                | Elizabeta (1814–1835)                | Elizabeta (1814–1835)                | Elizabeta (1814–1835)                |  |  | Antonija Katarina (1807–1882). Mož Janez Ludvik, grof Attems                                                                        | Antonija Katarina (1807–1882). Mož Janez Ludvik, grof Attems                                                                        | Antonija Katarina (1807–1882). Mož Janez Ludvik, grof Attems                                                                        | Antonija Katarina (1807–1882). Mož Janez Ludvik, grof Attems                                                                        | Antonija Katarina (1807–1882). Mož Janez Ludvik, grof Attems                                                                        | Antonija Katarina (1807–1882). Mož Janez Ludvik, grof Attems                                                                        |                                        |                                        |                                        |                                        | | | | | | |                               |                               |  |  |  |  |  |  |  |  |  |  |  |  |  |  |  |  |  |  |  |  |  |  |  |  |  |  |  |  |  |  |  |  |  |  |  |  |

## Uveljavljeni člani rodbine Erbergov
- Pavel Erber († 1605) iz Kočevja. Leta 1601 je na graški univerzi dosegel bakalavreat[11]. Umrl je kot župnik in dekan v Judenburgu.
- Adam Erber, († 1626, Kočevje). Leta 1578 se omenja kot cesarski carinski uradnik (nakladnčar[12]).
- Janez Albert Erber († 1639), doktor filozofije, župnik v Kočevju.
- Janez Adam Erber (1609–1681) je bil kanonik v Steinzu (Avstrija), dekan kapitlja in župnik pri sv. Štefanu na Dunaju.
- Lenart Erberg (1606–1691), kočevski mestni sodnik. Leta 1668 je dobil naziv viteza z imenom Erberg in velja za začetnika plemiške rodbine.
- Franc Jakob Erberg (1630–1690), rojen v Kočevju. Študiral v Ingolstadtu in Gradcu, dosegel je doktorat iz prava in filozofije na graški univerzi, postal zapriseženi odvetnik kranjskega deželnega sodišča, deželni svetnik in vicedomski knjigovodja. Bil je tudi višji rudarski sodnik na kranjskem Goriškem in v celjski grofiji, tajnik in knjigovodja vicedomskega urada na Kranjskem in deželni svetnik, nekaj let tudi comes palatinus. Izmed višjih sodnikov je bil prvi, ki je imel od 1674 pod svojo oblastjo vse rudnike kranjske dežele ter celjske in goriške grofije, izvzemši rudnik živega srebra v Idriji. Bil je član plemiške bratovščine sv. Dizme.
- Janez Danijel Erberg (1647–1716) je bil doktor filozofije in prava. Leta 1685 je postal kranjski deželan, skupaj z bratom Janezom Adamom pa leta 1709 koroški deželan, 1714 sta oba dobila čast barona. Leta 1688 je kupil od Janeza Boltežarja Raspa gospostvi Dol in Ostri vrh in se od takrat imenoval zu Lusttal und Osterberg. Od leta 1707 lastnik gospostev Lož in Smlednik, skupaj z bratom Janezom Adamom pa 1711–1734 gospostev Altgutenberg in Tržič. Od leta 1693 je bil član Akademije operozov.
- Janez Matija Erberg (1657–?), rojen v Kočevju. Postal je kapucin in dobil ime pater Leonardus. Kasneje je postal protestant in živel v Nürnbergu, kjer je izdal več bogoslovnih in slovničnih knjig, med njimi: Christliche Labung oder frisches Trostwasser gezogen aus dem Brunnen der Augsburg (1699), Monatlicher Italienisch-deutscher Commission und Faktor Spiegel (1702), Gramatica a la modo tedesco italiana? (1703).
- Jurij Erberg (1660–1715), jezuit, filozof in teolog, je učil filozofijo in teologijo na jezuitskih kolegijih v Gorici, Linzu in Passauu. Bil je rektor jezuitskega kolegija v Budimpešti. Napisal je več pravnih del. Bil je član bratovščine Marijinega vnebovzetja v Ljubljani.
- Janez Adam Erberg (1668–1721), rojen v Kočevju, umrl v Dolu. Na graški univerzi je doktoriral iz prava. Leta 1698 je postal visok carinski uradnik v Ljubljani (Oberaufschlageinnehmer, višji nakladničar[12]). Bil je deželni svetnik. Leta 1714 sta z bratom Danijelom dobila zase in za potomce baronstvo.
- Volbenk Adam Erberg (1693–1754) je študiral v Salzburgu. Bil je prisednik[13] deželnega sodišča in dvorne pravde, deželni svetnik, od leta 1748 kresijski glavar v Novem mestu.
- Anton Gothard Erberg (1700–1755), rojen v Ljubljani, umrl v Novem mestu. V Rimu je doktoriral iz teologije. Postal je župnik v Krškem, leta 1729 mestni župnik in stolni kanonik v Ljubljani, leta 1741 prošt v Novem mestu. Bil je deželni odbornik.
- Bernard Ferdinand Erberg (1718–1773), jezuit. Bil je profesor filozofije na jezuitskem kolegiju v Ljubljani, prefekt in knjižničar v terezijanišču na Dunaju. Napisal je dela iz zemljepisa in naravoslovja.
- Maksimilijan Franc Gotfrid Erberg (1719–1760) je kot kresijski glavar v Novem mestu nasledil brata Volbenka Adama.
- Franc Mihael Erberg (1679–1760), rojen in umrl v Ljubljani. Bil je prisednik[13] deželnega sodišča in dvorne pravde.
- Janez Ernest Erberg (1692–1717), doktor teologije. Od leta 1715 je bil kanonik v Ljubljani.
- Inocenc Wolfgang Erberg (1694–1766), jezuit. Bil je misijonar v Paragvaju, leta 1727 je izdal karto te dežele.
- Franc Anton Erberg (1695–1746), jezuit. Bil je doktor filozofije, profesor etike, naravnega in cerkvenega prava ter filozofije na dunajski univerzi, profesor teoloških ved na graški univerzi in od leta 1744 rektor jezuitskega kolegija v Ljubljani. Izdal je več teoloških in filozofskih spisov ter delo Topographia ducatuum Carinthiae et Carnioliae (Dunaj, 1728).
- Janez Benjamin Erberg (1699–1759) je sprva postal jezuit. Kasneje je izstopil iz jezuitskega reda in kot pravnik opravljal številne deželne in državne službe (1729 prisednik[13] deželnega sodišča, 1731 okrajnega sodišča, svetnik deželnega sodišča, 1740 asistent pri komercialni intendanci v Trstu, 1742 glavni deželni prejemnik). Leta 1716 je objavil razpravo Anathema astronomico sciathericum.
- Janez Jožef Erberg (1712–1787), jezuit, je bil 1780 apostolski protonotar.
- Volbenk Danijel Erberg (1714–1783), rojen v Ljubljani, umrl v Dolu. Bil je prisednik[13] deželnega in okrajnega sodišča in cesarsko-kraljevi svetnik. V Dolu je na novo uredil park in stavbo. Njegov portret in portreta njegove žene Ane Marije in matere Terezije sodijo med najboljša dela slovenskega baročnega slikarja Fortunata Berganta.
- Ferdinand Benedikt Gabrijel Erberg (1722–1796) je v Rimu doktoriral iz teologije. Leta 1744 posvečen za duhovnika je bil od 1746 ravnatelj v Gornjem Gradu in župnik na Stražah (Radmirje), od 1751 župnik v Moravčah, od 1760 kanonik v Ljubljani.
- Jožef Kalasanc Erberg (1771–1843), pravnik, kulturni zgodovinar, zbiratelj starin in umetnin in mecen. Na Dunaju je končal pravo. Bil je v službi ljubljanskih stanov (1795–1808), nato z ženo Jožefino Attems na Dunaju vzgojitelj otrok cesarja Franca I. Po vrnitvi na Dol je dal tam zgraditi dva klasicistična paviljona in se posvečal izpopolnjevanju in urejanju svojih zbirk umetnin, naravoslovnih eksponatov, knjižnice in arhiva.
- Jožef Ferdinand Erberg (1795–1847), rojen v Ljubljani, umrl na Dolu, zadnji moški potomec rodbine. Študiral je v terezijanišču na Dunaju, leta 1812 je končal tretji letnik filozofije in leta 1819 tretji letnik prava. Bil je v diplomatskih službah v Bernu, Torinu, Firencah, Kasslu in Berlinu. Po smrti očeta, Jožefa Kalasanca, se je vrnil v Dol. Že leta 1839, ko je bil še v Kasslu, je bil član kranjske kmetijske družbe, 1846 je postal tudi član zgodovinskega društva v Ljubljani.